# Koncert Live Earth w Waszyngtonie
Jeden z dwóch północnoamerykańskich koncertów serii Live Earth (oficjalnie znany jako "Mother Earth") odbył się 7 lipca 2007 roku w National Mall w Waszyngtonie w Stanach Zjednoczonych. Miał miejsce w muzeum National Museum of the American Indian i był sponsorowany przez Smithsonian Institution.
The Washington Post doniosła, iż stolica Stanów Zjednoczonych była pierwszym miastem, jakie Al Gore wyznaczył na miejsce głównego koncertu, jednak okzazało się, że zorganizowanie go w National Mall było w tym terminie niemożliwe. Z tego powodu organizatorzy zmuszeni byli zmienić miejsce koncertu na New Jersey. Gore zaskoczył wszystkich dzień przed wydarzeniem, gdy w jednym z wywiadów ogłosił, że koncert odbędzie się na placu National Museum of the American Indian w Waszyngtonie. Wiadomość ta pojawiła się na stronie internetowej i tylko 200 pierwszych osób, które wyraziło chęć zobaczenia koncertu na żywo, otrzymało bilety wstępu do muzeum. Pozostali mogli oglądać występ na specjalnie przygotowanych JumboTornach, ustawionych bezpośrednio przed muzeum oraz na jego terenie.

## Występy
Występy przedstawione w oryginalnej kolejności.
- Tim Johnson
- Henrietta Mann i Katsi Cook (prezenterzy)
- Blues Nation – "What" i "Can"
- Garth Brooks
- Iyanka Cooray ft Hasula Prematilake
- Kim Richey
- Native Roots – "Wine", "The World", "Rain Us Love", "Native Indian People Have Survived", "I Wanna Know", "Song" i "The Place I Call Home"
- Yarina – Presentation, "Going Back to our Homeland" i "Festival of the Sun"
- Trisha Yearwood
- Al Gore

## Odbiór

### Telewizja
W Stanach Zjednoczonych do transmisji koncertu prawa posiadała wyłącznie sieć NBC.
W Kanadzie koncert był emitowany na żywo i bez przerwy przez telewizję MuchMusic. Fragmenty występu były z kolei regularnie ukazywane na antenie stacji CTV.
W Polsce transmisja na żywo trwała niemal bez przerwy w TVP Kultura.

### Radio
Koncert był transmitowany także przez największe amerykańskie radia, w tym: XM Satellite Radio i Sirius Satellite Radio.

### Internet
Portal MSN był w całości odpowiedzialny za przekaz online koncertu.